# Oligodon taeniolatus
Oligodon taeniolatus är en ormart som beskrevs av Jerdon 1853. Oligodon taeniolatus ingår i släktet Oligodon och familjen snokar.
Denna orm förekommer främst i Indien och Sri Lanka. Avskilda populationer hittades i Afghanistan, Pakistan, Turkmenistan och Iran. Arten lever i låglandet och i bergstrakter upp till 2000 meter över havet. Habitatet utgörs av halvöknar, odlingsmark och trädgårdar. Honor lägger ägg.
Oligodon taeniolatus är lokalt sällsynt men hela populationen antas vara stor. IUCN kategoriserar arten globalt som livskraftig.

## Underarter
Arten delas in i följande underarter:
- O. t. fasciatus
- O. t. taeniolatus